# 宮原武熊宅邸
宮原武熊宅邸（亦稱台中市長公館）是台灣日治時期活躍於臺中市政壇、醫界和教育界的日本人宮原武熊博士的別墅住宅。1945年第二次世界大戰結束後，日本人由台灣遣返回日本，宮原氏別墅也被臺中市政府接收做為市長官邸使用。根據歷史記載，從臺中市首任民選市長楊基先至第十任市長張子源曾居住於此官邸。胡志強上任後開始修復並規畫作為藝文展演空間，2002年以「台中市市長公館」登錄為臺中市歷史建築，2019年改以「宮原武熊宅邸」變更為紀念建築。

## 建築特色

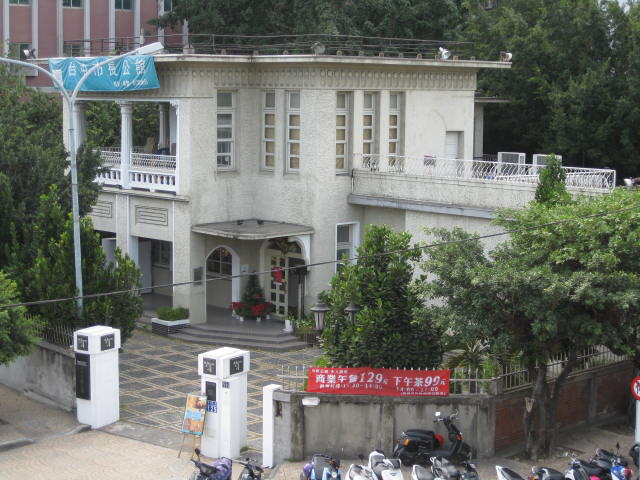
俯瞰宮本武熊宅邸

宅邸外觀保存完整，是兩層樓的和洋折衷建築，洋溢昭和式樣又具現代感。總面積達四百多坪，建築物主體格局方正，一樓有圓拱形迴廊，二樓側面建有古典式樣列柱廊道、陽台有希臘柱式與瓶形裝飾欄杆，外牆使用幾何裝飾與交織比例合宜的水平、垂直線條，凸顯出建築既受西方盛行的藝術裝飾風格影響，又具現代主義建築的簡約風格。大量日式木格窗的設計使得室內光線自然充足，是強調居住機能的住宅建築。另有附屬建築的木造平房及庭園，亦為同時期所留存者。為日治時期樓房宅院代表作，亦是台中市區內保存情況最完整的日治時期的洋房宅院建築。

## 歷史

### 日治時期
1925年（大正14年）宮原武熊首度來臺，擔任台南醫院眼科部長，後來辭職回日本。1927年（昭和2年），再度來臺，在台中市榮町開設「宮原眼科醫院」（今日出宮原眼科門市）。1929年(昭和4年)，宮原武熊在臺中州立臺中第一中學校旁興建洋式樓房做為住家，即宮原氏別墅。宮原武熊在台灣期間也活躍於政壇，曾經擔任臺中州州協議會員、臺中州州會議員、臺中州州參事會員，也擔任過臺中州私立臺中商業專修學校校長，還與臺灣精英份子組織東亞共榮協會，相當活躍。

### 戰後時期
臺灣光復後，宮原武熊返回日本，宮原氏別墅沒入公有資產，1953年起登記為臺中市政府財產，做為臺中市市長公館（官邸）使用，也曾短暫成為市議會招待所及職員宿舍。但在1989年後市長不再居住於此，遂成為閒置空間，直到2001年胡志強擔任市長後才改變命運。2002年7月1日台中市政府公告登錄為臺中市歷史建築，2003年開始進行修復工程，恢復以宮原武熊住宅為主的歷史建築原貌。2004年元旦以「市長官邸藝廊」開放民眾參觀，做為台中市藝文之家，舉辦藝文活動。2015年底主管單位由臺中市政府文化局移轉至臺中市政府社會局。2016年6月22日改由弘道老人福利基金會經營，規劃老人夢想館「不老夢想125號」，一則將政府的托老政策與活化歷史建築政策結合，一則提供銀髮族群再度參與社會的平台。2019年12月18日變更登錄為紀念建築。

### 入住公館的市長
| 屆次 | 肖像         | 姓名   | 黨籍                 | 就任時間       | 卸任時間       | 備註                           |
| ---- | ------------ | ------ | -------------------- | -------------- | -------------- | ------------------------------ |
| 1    |              | 楊基先 | 無黨籍               | 1951年2月1日   | 1954年6月2日   | 民選首任，第一位入住公館的市長 |
| 2    |              | 林金標 | 中國國民黨           | 1954年6月2日   | 1957年6月2日   |                                |
| 3    | 1957年6月2日 | 林金標 | 中國國民黨           | 1960年6月2日   |                |                                |
| 4    |              | 邱欽洲 | 中國國民黨           | 1960年6月2日   | 1964年6月2日   | 市長任期由三年延長為四年       |
| 5    |              | 張啓仲 | 中國國民黨           | 1964年6月2日   | 1966年12月6日  | 因掛圖案被停職                 |
| 代理 |              | 羅立儒 | 中國國民黨           | 1966年12月6日  | 1967年9月1日   | 臺灣省政府委員代理             |
| 復職 |              | 張啓仲 | 中國國民黨           | 1967年9月1日   | 1967年12月18日 |                                |
| 代理 |              | 羅立儒 | 中國國民黨           | 1967年12月18日 | 1968年6月2日   | 臺灣省政府委員代理             |
| 6    |              | 林澄秋 | 無黨籍               | 1968年6月2日   | 1973年2月1日   |                                |
| 7    |              | 陳端堂 | 中國國民黨 · →無黨籍 | 1973年2月1日   | 1977年12月20日 |                                |
| 8    |              | 曾文坡 | 無黨籍               | 1977年12月20日 | 1981年12月20日 |                                |
| 9    |              | 林柏榕 | 中國國民黨           | 1981年12月20日 | 1985年12月20日 |                                |
| 10   |              | 張子源 | 中國國民黨           | 1985年12月20日 | 1989年7月20日  | 最後一位入住公館的市長         |

## 外部連結
- 台中市長公館-不老夢想125號的Facebook專頁
- 紀念建築 宮原武熊宅邸—文化部文化資產局 （页面存档备份，存于）
- 宮原武熊宅邸—臺中市文化資產處 （页面存档备份，存于）